# Чина злаколиста
Чина злаколиста, горошок злаколистий, горошок траволистий, чина Ніссоля (Lathyrus nissolia L.) — рослина з роду чина, родини бобових.

## Етимологія
Видова назва дана на честь французького ботаніка Гійома Ніссоля (фр. Guillaume Nissole) (1647–1735).

## Загальна біоморфологічна характеристика

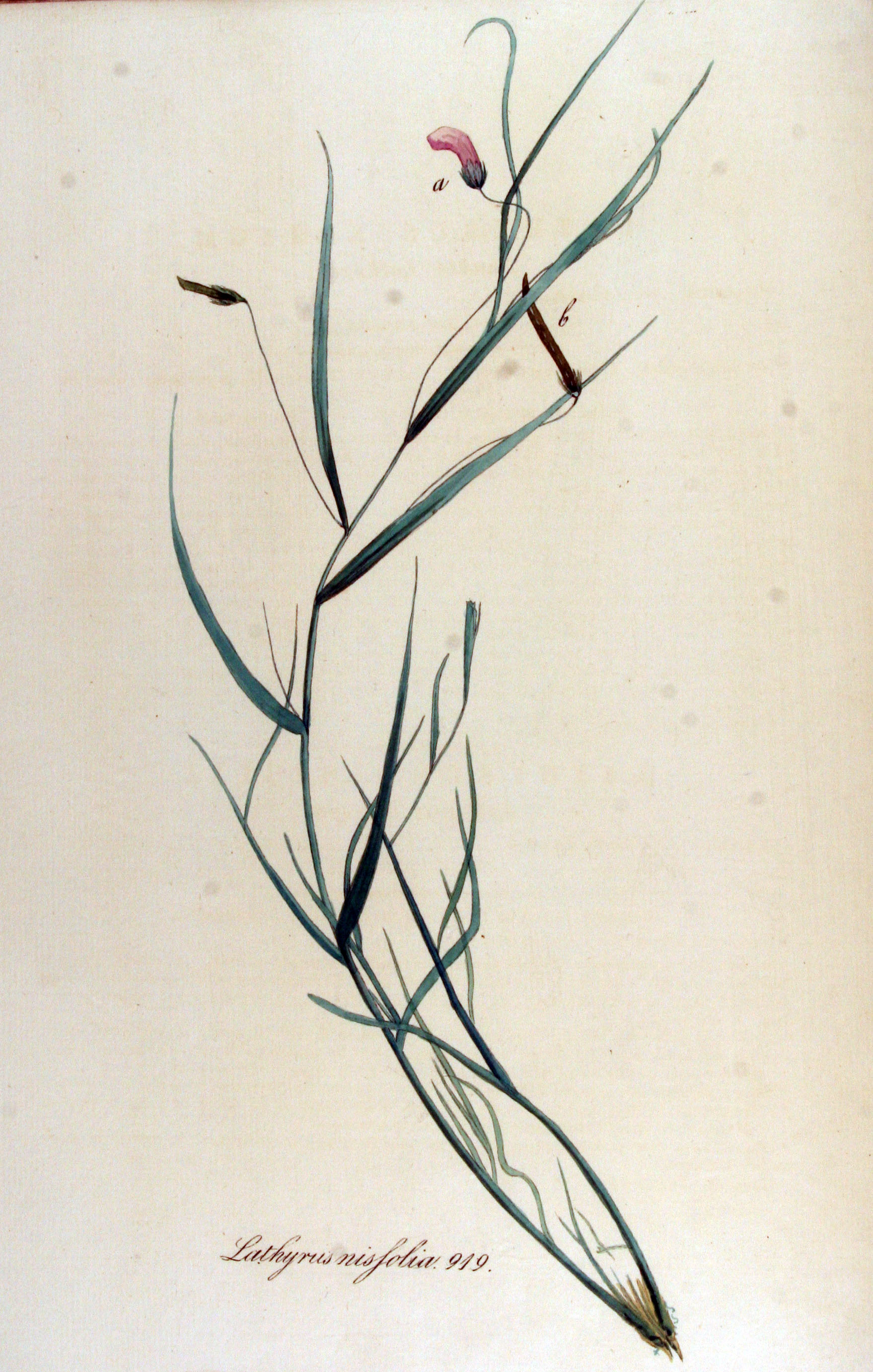
Ботанічна ілюстрація чини злаколистої у книзі Яна Копса «Flora Batava», Volume 12 (1865)

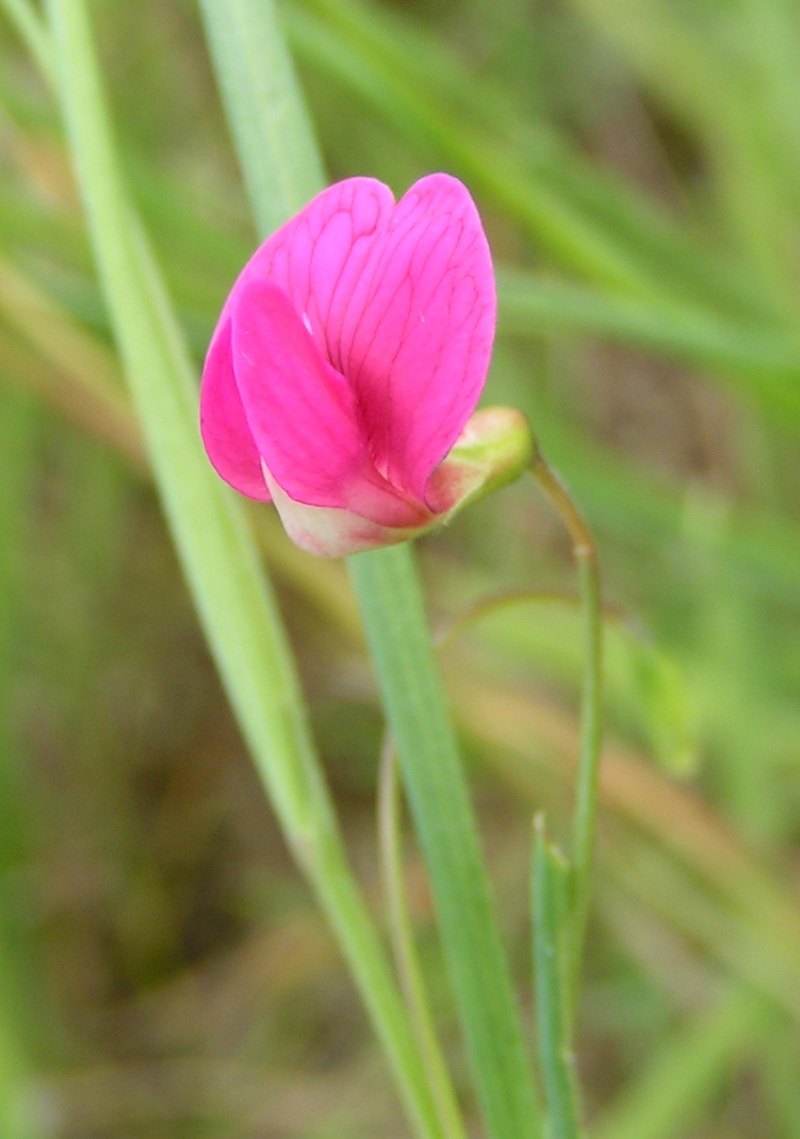
Квітка чини злаколистої

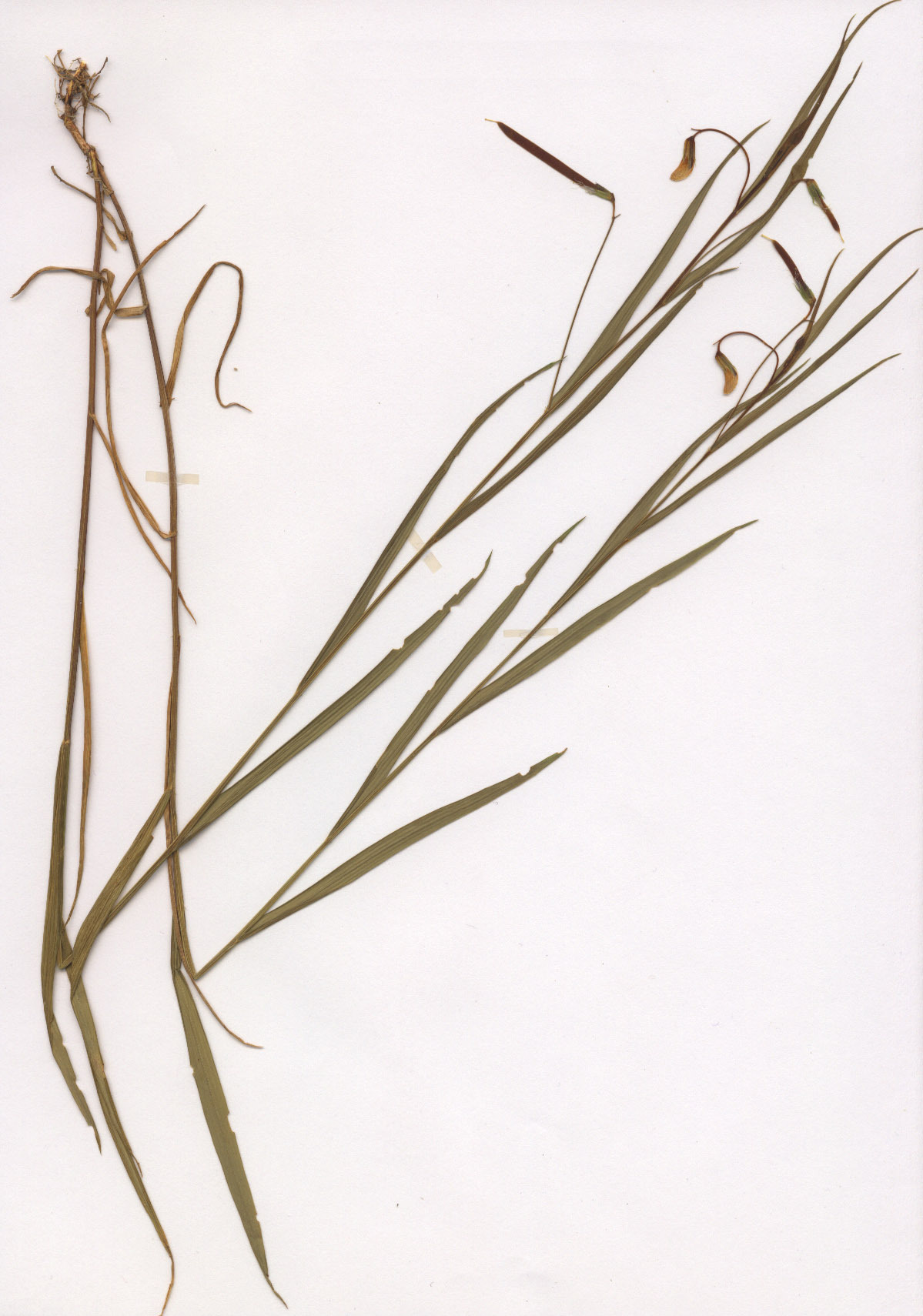
Гербарний зразок чини злаколистої

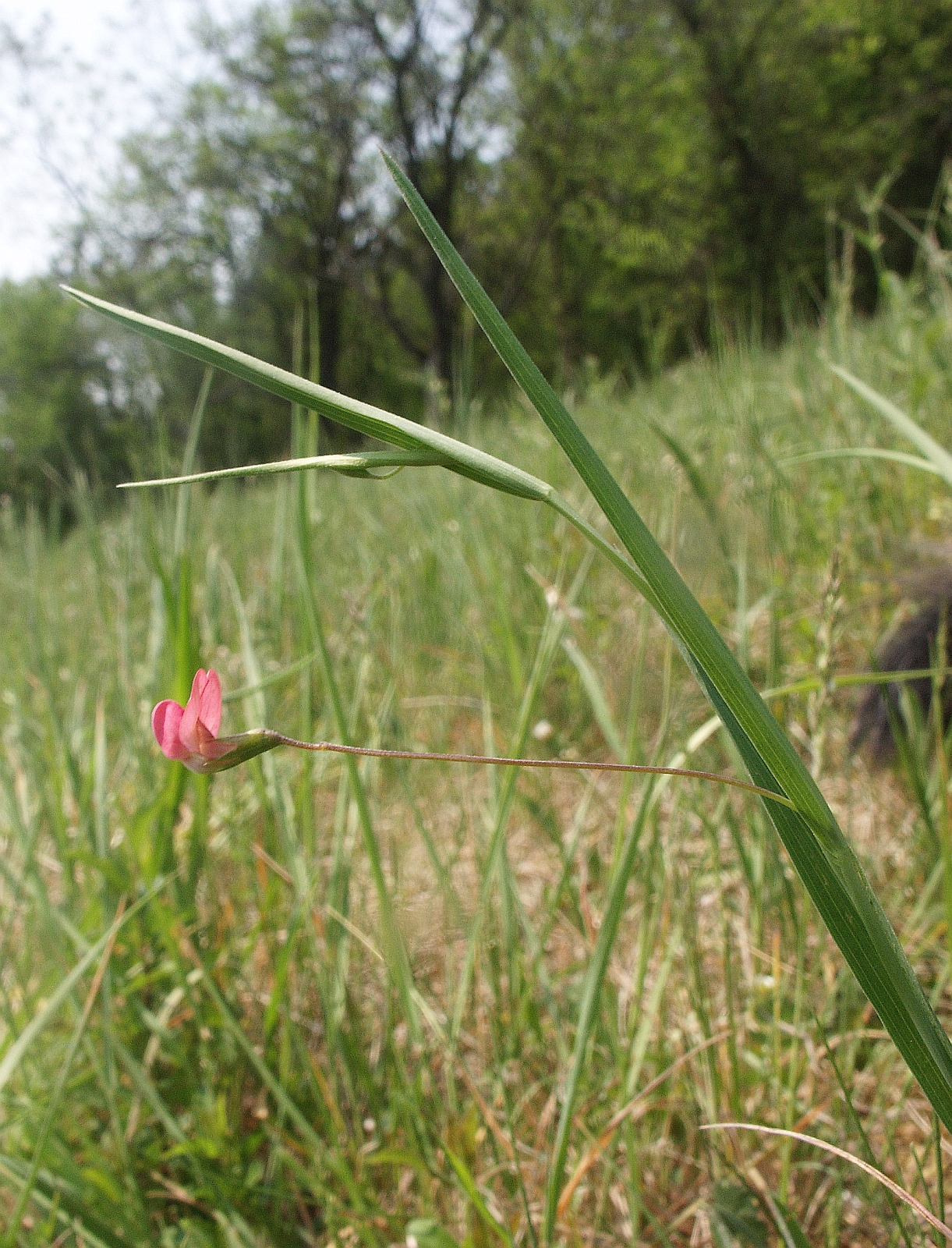
Чина злаколиста в Тауберленді, Німеччина

Однорічна рослина 20-40 см заввишки. Стебла поодинокі, прямостоячі, гранисті, безкрилі, при основі розгалужені. Прилистки дрібні, шилоподібні. Всі листочки скорочені, чергово розташовані листки представлені лише вузько-ланцетною або лінійною листочкоподібною розширеною віссю листа разом з черешком, так що листя здаються цілісними, зовні схожими на листя злаків. Квітконоси 1-2-квіткові. Чашечка воронкоподібно-дзвоникова. Зубці чашечки коротше трубки, нерівні: нижній найдовший, за довжиною дорівнює трубці чашечки, верхні — найкоротші. Квітки рожево-пурпурові, близько 1 см завдовжки. Прапор довше човника, майже рівної довжини з крилами, поступово звужений в короткий нігтик, відгин прапора голий, в основі з 2 горбиками. Крила оксамитові від дрібних сосочків. Човник з невеликим клювиком. Боби сидячі, лінійні, 3-4 см завдовжки, 3-3,5 мм завширшки, містить 8-10-насінин, стулки бобів поздовжньо-сітчасті. Насіння слабо борознисті.
Цвіте в травні-червні, плодоносить у липні-серпні. Запилюється комахами. Зоохор.
Число хромосом — 2n = 14.

## Екологія
Росте на сухих луках, на лісових галявинах, по кам'янистих схилах, серед чагарників, на полях, на засмічених місцях. В горах піднімається до 2 000 м над рівнем моря.

## Поширення

### Природнийареал
- Африка
  - Північна Африка: Алжир; Марокко; Туніс
- Азія
  - Західна Азія: Іран; Ірак (рідкісний); Ізраїль; Ліван; Сирія; Туреччина
  - Кавказ: Вірменія; Азербайджан; Грузія; Російська Федерація — Передкавказзя, Дагестан
- Європа
  - Північна Європа: Велика Британія
  - Середня Європа: Австрія; Бельгія; Чехословаччина; Німеччина; Угорщина; Нідерланди; Польща; Швейцарія
  - Східна Європа: Молдова; Російська Федерація — європейська частина; Україна (вкл. Крим)
  - Південно-Східна Європа: Албанія; Болгарія; колишня Югославія; Греція; Італія (вкл. Сардинія, Сицилія); Румунія
  - Південно-Західна Європа: Франція (вкл. Корсика); Португалія; Іспанія

## Використання та господарське значення
Добра кормова рослина, охоче поїдається худобою.

## Охорона у природі
2013 року увійшла до Червоного списку Херсонської області.